# Яблонски, Дэвид
Дэвид Яблонски (David Ira Jablonski; род. 23 июня 1953, Нью-Йорк, Нью-Йорк) — американский палеонтолог, палеобиолог, занимающийся макроэволюцией, специалист в области вымирания и биоразнообразия. Доктор философии (1979), заслуженный профессор Чикагского университета, где трудится с 1985 года, член НАН США (2010). Отмечен Paleontological Society Medal (2017) и медалью Дарвина — Уоллеса (2022). Исследовательский ассоциат Филдовского музея естественной истории.

## Биография
Уже в пятилетнем возрасте знал, что хочет стать палеонтологом. Большое влияние на него оказала в 1973 году книга Evolutionary Paleoecology of the Marine Biosphere (авторства James W. Valentine).
Окончил Колумбийский университет (бакалавр, 1974) по геологии, с минором по биологии. Степени магистра (1976) и доктора философии получил в Йеле. Тогда его исследования поддержал Стивен Гулд, чьё ответное письмо Яблонски называл «самым важным в своей карьере».
В 1980—1982 годах Миллеровский исследовательский фелло Калифорнийского университета в Беркли. В 1982—1985 годах ассистент-профессор Университета Аризоны.
С 1985 года ассоциированный профессор, с 1989 года профессор, с 2002 года именной заслуженный сервис-профессор (William R. Kenan, Jr., Distinguished Service Professor) геофизических наук Чикагского университета. В 2002—2008 годах председатель комитета по эволюционной биологии (CEB) там же. Прежде почётный исследовательский фелло лондонского Музея естествознания. Фелло Американской академии искусств и наук (2000) и Палеонтологического общества (2005).
Отличия: премия Чарлза Шухерта (1988), стипендия Гуггенхайма (1999), Llewellyn John and Harriet Manchester Quantrell Award for Excellence in Undergraduate Teaching (2004), Paleontological Society Medal (2017), Медаль Дарвина — Уоллеса Лондонского Линнеевского общества (2022).
С 2014 года член редколлегии PNAS.
Опубликовал более ста научных работ, публиковался в Evolution, PNAS, Science.
Соредактор трех книг: The Encyclopedia of Paleontology (1979), Patterns and Processes in the History of Life (1987), Evolutionary Paleobiology (1996).